# Рейття
Рейття (фин. Röyttä) — остров в северной части Ботнического залива Балтийского моря, в дельте Турнеэльвена. Принадлежит Финляндии. Расположен у границы с Швецией, южнее финского города Торнио и шведского города Хапаранда. Административно относится к общине Торнио в области Лапландия. На остров проложена железнодорожная линия. Остров служит портом и промышленной зоной для Торнио. Здесь расположен сталелитейный завод в Торнио компании Outokumpu.